# مستوطنات ناحال

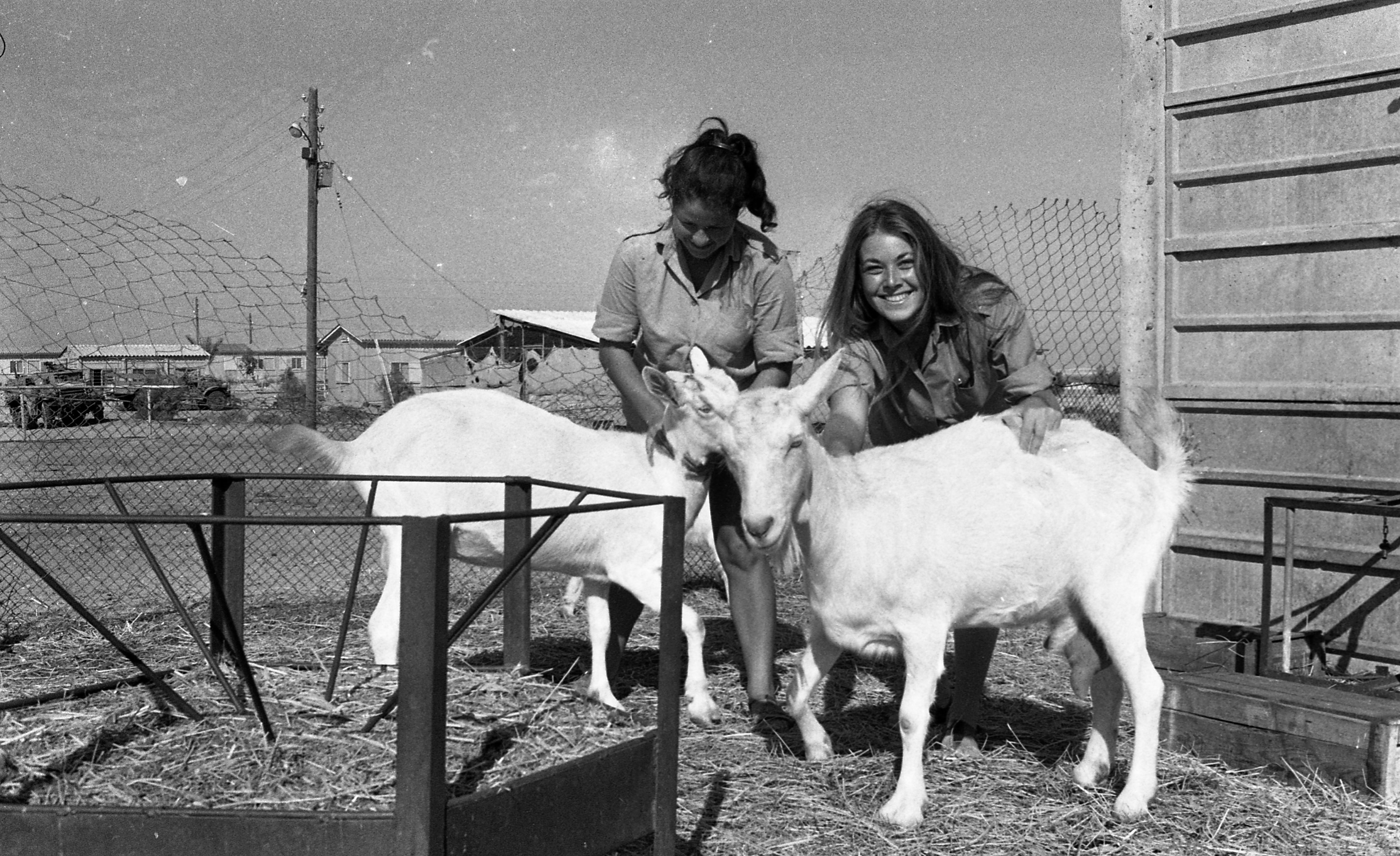

مستوطنات ناحال ((بالعبرية: היאחזות נח"ל)، هيازوت ناحال) هي مستوطنات كانت قد أنشأها جنود ناحال (برنامج للشباب يجمع بين الخدمة العسكرية وإقامة مستوطنات زراعية، غالبا في المناطق الطرفية) في ما يسمي بإسرائيل والأراضي المحتلة لتدعم النمو الاستيطاني اليهودي اذ كان هدف لواء ناحال العسكري الرئيس وقتها هو التوسع في جميع أنحاء إسرائيل. وكانت هدف كل مستوطنة تابعة لناحال أن تصبح مستوطنة مدنية وتكون بمثابة خط الدفاع الأول ضد الغزوات العربية المحتملة في المستقبل. وكان هذا الأسلوب لتشجيع الاستيطان الفعال وبشكل خاص في المناطق الأقل جاذبية للاستيطان (بشكل اساسي، في النقب والجليل ووادي عربة، وقطاع غزة ومرتفعات الجولان وشبه جزيرة سيناء بعد نكسة حزيران).
وكانت أولي مستوطنات ناحال هي مستوطنة ناحل عوز التي تقع في صحراء النقب الشمالي الغربي بالقرب من الحدود مع قطاع غزة.
وأصبح عدد من مستوطنات ناحال السابقة الآن مستوطنات مكونه 100٪ من«المدنيين» حسب ما تعتبر إسرائيل. كانت العديد من كيبوتسات اليوم (التجمعات السكنية تعاونية التي تضم مزارعين أو عمال اليهود يعيشـون ويعملون سـوياً) هي في الأساس مستوطنات ناحال. أُوقفت آخر مستوطنة لناحال في عام 2001.